# Rolando Frazer
 (mars 2025).
Motif : Sources vérifiées dans chaque IW. N'a pas suffisamment de sources nationales centrées sur le sujet.
- Archive Wikiwix
- Bing
- Cairn
- DuckDuckGo
- E. Universalis
- Gallica
- Google
- G. Books
- G. News
- G. Scholar
- Persée
- Qwant
- (zh) Baidu
- (ru) Yandex
- (wd) trouver des œuvres sur Wikidata

| 1. | Préciser le motif de la pose du bandeau. | Précisez le motif de la pose du bandeau en utilisant la syntaxe suivante : {{admissibilité à vérifier\|date=juin 2025\|motif=remplacez ce texte par le motif}}                      |
| 2. | Informer les utilisateurs concernés.     | Pensez à avertir le créateur de l'article, par exemple, en insérant le code ci-dessous sur sa page de discussion : {{subst:avertissement admissibilité à vérifier\|Rolando Frazer}} |

Rolando Frazer, né le 3 juillet 1958, à Panama, au Panama, est un joueur panaméen de basket-ball, évoluant au poste d'ailier fort.

## Biographie
Après quatre saisons dans l'équipe NAIA des Chargers de Briar Cliff, il est sélectionné en 83e position (4e tour) de la draft 1981 de la NBA par les Pacers de l'Indiana. Cependant, il n'a jamais joué en NBA.
Rolando Frazer joue la majeure partie de sa carrière en BSN, où il a remporté le championnat en 1986 et a été élu deux fois MVP de la ligue en 1981 et 1987. Il remporte la Coupe intercontinentale FIBA 1983, avec l'équipe argentine des Obras Sanitarias. Il a également passé trois ans en Liga ACB, avec TDK Manresa, où il réalise des moyennes de 25,3 points et 8,7 rebonds par match, en 95 matchs joués.
Il mène la sélection panaméenne à la neuvième place au championnat du monde 1982. Il fut le meilleur marqueur du tournoi, avec une moyenne de 24,4 points par match et MVP de la compétition. Il participe également au championnat du monde 1986, où il affiche une moyenne de 19,8 points par match.

## Palmarès
- Champion de Porto Rico 1986
- MVP du championnat de Porto Rico 1981, 1987
- Meieleur marqueur du championnat de Porto Rico 1981, 1982
- Coupe intercontinentale 1983
- Vainqueur du  CentroBasket 1981
- Finaliste du CentroBasket 1987
- MVP du championnat du monde 1982